# Studium Biblicum Franciscanum
Lo Studium Biblicum Franciscanum (SBF) è un'istituzione accademica facente capo alla famiglia francescana con sede a Gerusalemme, parte integrante della Pontificia Università Antonianum di Roma di cui costituisce la Facoltà di Scienze Bibliche e Archeologia ma con una relativa autonomia. La sede dell'Istituto è presso il convento della Flagellazione, nel quartiere musulmano di Gerusalemme, all'inizio della Via Dolorosa e a ridosso della parte nord della Spianata delle Moschee (sede dell'antico Tempio salomonico).

## Storia
La storia dello Studium risale agli inizi del XX secolo quando la Custodia francescana di Terra Santa, custode di molti santuari legati alle memorie cristiane dei primi secoli, concepì sin dal 1901 l'idea di istituire uno studio per la ricerca archeologica e scientifica dei luoghi a lei affidati. Tuttavia fu solo il 7 gennaio 1924 che si diede origine a uno Studio vero e proprio con un programma didattico e di ricerca articolato e continuo.
Dal 1960, su impulso del frate archeologo Donato Baldi che dello Studium era direttore, esso fu integrato all'interno della Pontificia Università Antonianum, con la possibilità di rilasciare i titoli accademici di licenza e di dottorato in Teologia biblica; nel 2001 è stato elevato a facoltà di Scienze bibliche e Archeologia.

## Descrizione
Lo Studium Biblicum Franciscanum è un'istituzione d'eccellenza nel campo della ricerca biblica ed archeologica.
Rilascia due titoli accademici: licenza e dottorato in "scienze bibliche e archeologia". Allo SBF è collegato come primo ciclo di teologia lo Studium Theologicum Jerosolymitanum (STJ), con sede presso il convento di San Salvatore (sede della Custodia di Terra Santa), comprendente un biennio filosofico e un triennio teologico.
Stretto è il rapporto di collaborazione con l'istituto domenicano dell'École biblique et archéologique française di Gerusalemme. Rapporti di collaborazione ci sono pure con l'omonimo Studium Biblicum Franciscanum di Hong Kong, un indipendente istituto di divulgazione e formazione biblica fondato nel 1945 dal beato padre Gabriele Allegra, dove nel 1968, dopo 40 anni di studi, fu completata la prima traduzione della Bibbia cattolica in cinese, oggi la versione ufficiale in Cina.
Lo SBF dispone di una biblioteca specializzata di circa 56.000 volumi e 420 riviste. I settori principali sono: archeologia, studi biblici, patristica, giudaismo, Oriente antico e itinerari di Terra Santa. Lo Studium pubblica inoltre diversi contributi scientifici, tra cui la rivista di riferimento è il "Liber annuus" (ISSN 0081-8933). Gli articoli sono scritti in diverse lingue, l'editoriale è in italiano.
Protagonista di numerosi scavi archeologici in Terra santa e Giordania lungo tutto il XX secolo, attualmente lo Studium è direttamente coinvolto nella missione di restauro del complesso del Monte Tabor, e nello scavo nel sito giordano di Macheronte, quest'ultimo in una spedizione congiunta con la Hungarian Academy of Arts, dal 2017.

## Direttori
- Gaudenzio Orfali (1923 - 1926)
- Maurus Witzel (1929)
- Leo Villuendas (1930 - 1931)
- Paulin Lemaire (1932 - 1938)
- Donato Baldi (1938 - 1940 e 1950 - 1963)
- Elpidius Wolfgang Pax (1963 - 1969)
- Bellarmino Bagatti (1969 - 1978)
- Stanislao Loffreda (1978 - 1990)
- Alviero Niccacci (1990 - 1996)
- Frédéric Manns (1996 - 2001)
- Giovanni Claudio Bottini (2002 - 2011)
- Massimo Pazzini (2011 - 2017)
- Rosario Pierri, dal 2017